# Les absents ont toujours tort
Les Absents ont toujours tort est une émission de télévision créée par Catherine Barma et Guillaume Durand, et diffusée chaque lundi soir à 20h50 de 23 septembre 1991 au 13 janvier 1992 sur La Cinq.

## Historique
L'émission obtient de bonnes audiences: 35 % de parts de marché à 23 heures lors de la première. Elle s'arrête le 13 janvier 1992, à la suite du dépôt de bilan de La Cinq. L'émission est entrecoupée de pauses musicales interprétées par Georges Augier de Moussac et ses choristes sous le nom de Georges et les démocrates
À partir de septembre 1992, Guillaume Durand présente sur TF1 une émission inspirée par Les Absents ont toujours tort, sous le titre de Durand la nuit.

## Principe de l'émission
Les Absents ont toujours tort est une émission de débat sur un sujet de société. L'émission est en direct, et réalisée par Philippe Lallemant dans un décor monumental de Nigel Coates reconstituant la Chambre des communes. 

## Générique
Le générique de début a été réalisé en images de synthèse par Antoine Lantieri pour Mac Guff Ligne, sur la musique O Fortuna extraite de Carmina Burana de Carl Orff. Le générique de fin est une chanson écrite spécialement par Étienne Roda-Gil sur une musique de Georges Augier de Moussac, intitulée tout simplement Les Absents ont toujours tort interprété par Georges et les démocrates.

## Georges et les démocrates
Le groupe dirigé par Georges Augier de Moussac était composé des musiciens René Lebhar, Eric Wilms et Patrice Locci
et des chanteuses Corinne Draï, Varda Kakon et Isaure Equilbey.

### Émissions
| émission                                                   | Invités | Variétés    |
| ---------------------------------------------------------- | --- | ----------- |
| La Gauche est-elle foutue ? 23 septembre 1991              | Georges Kiejman, Jean Poperen, Jack Ralite, Julien Dray, Jacques Toubon, Robert-André Vivien, Nicolas Sarkozy, Hugues Dewavrin | Gipsy Kings |
| Chômeurs pointez-vous ! 30 septembre 1991                  | |             |
| La nuit des députés et des chasseurs 7 octobre 1991        | |             |
| Doit-on dialoguer avec le Front national ? 14 octobre 1991 | |             |
| Peut-on rire de tout, ? 21 octobre 1991                    | |             |
| Spécial affaire CNTS 28 octobre 1991                       | |             |
| 8 novembre 1991                                            | |             |
| Sexe et puritanisme15 novembre 1991                        | La Cicciolina, Michelle André                                                                                                  |             |
| 22 novembre 1991                                           | |             |